# Arachidonato 15-lipossigenasi
La arachidonato 15-lipossigenasi è un enzima appartenente alla classe delle ossidoreduttasi, che catalizza la seguente reazione:
arachidonato + O2 ⇄ (5Z,8Z,11Z,13E)-(15S)-15-idroperossiicosa-5,8,11,13-tetraenoato
Il prodotto è rapidamente ridotto al corrispondente composto 15S-idrossi .